# Microsoft Vizact 2000
Microsoft Vizact 2000 – nierozwijany program do tworzenia interaktywnych stron internetowych poprzez wykorzystanie technologii HTML+TIME i dodanie efektu animacji. Zaprzestano jego rozwoju z powodu niskiej popularności. Ostatnia wersja zaprezentowana została 1 kwietnia 2000 r. Był następcą programu Microsoft Liquid Motion, służącego do tworzenia animacji Java.